# Pieter Maes
Pieter Maes, né vers 1560-1561 est un graveur et dessinateur néerlandais actif entre 1577 et 1591 à Cologne. C'est probablement le même artiste que le monogrammiste PM,.

## Biographie
Pieter Maes naît vers 1560-1561.
Actif dans le quartier de Deutz, à Cologne, on connaît notamment de lui : les estampes Les Trois femmes sur la croix (1583), une série de Guerriers d'après Hendrick Goltzius avec des vers allemands (1587), signées Petrus Maes, un buste d'Alexandre Farnèse (1587), un portrait en buste de l'empereur Rodolphe II.
Bartsch et Passavant référencent plusieurs de ses œuvres, parmi lesquelles de nombreuses copies (pour la plupart datées) d'après des maîtres allemands (Heinrich Aldegrever, Hans Sebald Beham et Albrecht Dürer) : Le Baptême du Christ, Arria et Paetus, Caritas (femme avec trois enfants), Le petit prisonnier, Le perroquet sur l'arbre et Les Trois garçons, Trois paysans et deux femmes marchant vers la droite, Parabole des deux aveugles, Combat entre cavaliers armés, Philippe II d'Espagne, Marie Stuart (1578) ; L'Adoration des bergers, L'Adoration des rois et La Circoncision (1586) ; Langnerus de Magdebourg (1591) ; Satire des moines mendiants (1590, avec des vers français),,.
On lui attribue souvent à tort des gravures de Gerard Maes (notamment une Vierge à l'enfant à qui des anges tendent des fleurs), car le « G » de la signature ressemble beaucoup au « P » dans sa forme inhabituelle.

Estampes au musée Boijmans Van Beuningen
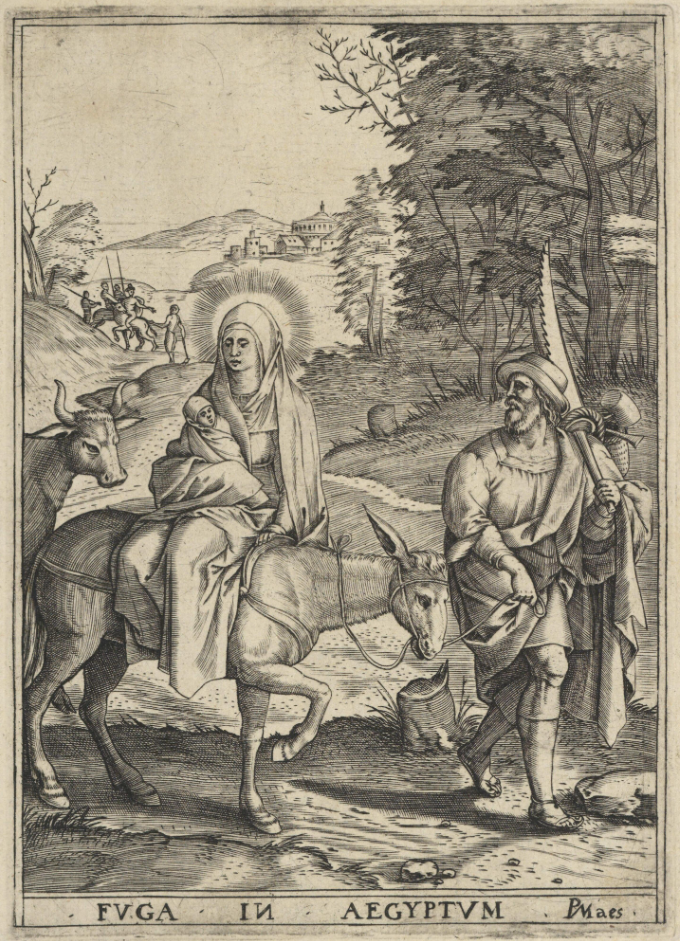
La Fuite en Égypte (c. 1580-1590).
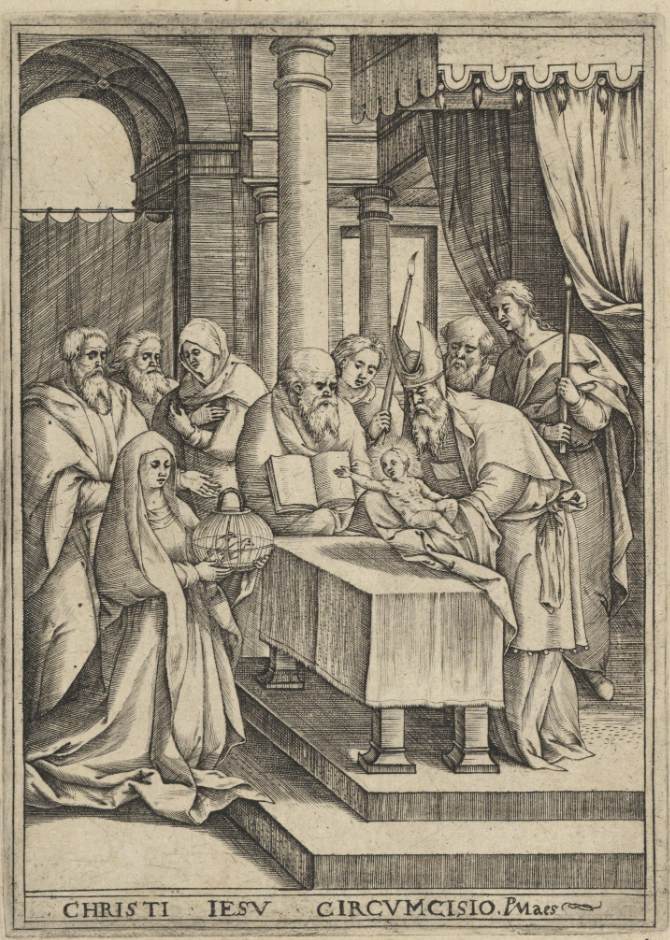
La Mission dans le temple (1586).